# 沙柳河镇
沙柳河镇，是中华人民共和国青海省海北藏族自治州刚察县下辖的一个乡镇级行政单位。

## 行政区划
沙柳河镇下辖以下地区：
城关社区、红山村、尕曲村、潘保村、恩乃村、兴海村、果洛藏贡麻村和河东村。

## 交通
青藏铁路：刚察站